# Sempre nei guai (film)
Sempre nei guai (Nothing But Trouble) è un film del 1944 diretto da Sam Taylor con Stanlio e Ollio.

## Trama
Stanlio e Ollio dopo aver girato il mondo in cerca di lavoro, tornano in America, dove grazie ad un'agenzia di collocamento vengono ingaggiati come maggiordomo e cuoco dalla ricca signora Hawkley. Mentre vanno a comprare tutto l'occorrente per preparare la cena, conoscono il piccolo Chris, che a loro insaputa, è l'erede al trono del regno di Orlandia.
Lo zio di Chris, il principe Saul, vuole ucciderlo, così da prendere il suo posto. Dopo varie peripezie, e dopo aver combinato vari guai, riescono a salvare Chris dalle grinfie dello zio Saul.

## Edizione italiana
Il film fu doppiato dalla coppia Sordi-Zambuto, ma attualmente il doppiaggio risulta irreperibile. Pertanto in Italia non risulta alcuna versione distribuita per il commercio.